# Sašo Udovič
Sašo Udovič, slovenski nogometaš, * 12. december 1968, Ljubljana.
Udovič je kot napadalec igral za HK Slovan, Hajduk Split, NK Olimpija, KSK Beveren, Lausanne Sports in LASK Linz. Za slovensko reprezentanco je igral med letoma 1993 in 2000, skupno na 42-ih tekmah, na katerih je dosegel 16 golov. Bil je član slovenske zlate generacije s katero je tudi nastopil na evropskem prvenstvu 2000, kjer je odigral 109 minut.